# 帕瓊峰
帕瓊峰是智利的山峰，位於該國北部科金博大區，屬於安第斯山脈的一部分，鄰近維庫尼亞，海拔高度2,715米，該山峰設有兩座天文望遠鏡。

## 外部連結
- Cerro Pachon （页面存档备份，存于）
- Cerro Pachon, Chile (The Southern Gemini Telescope) （页面存档备份，存于）